# Сали Селтман
Сали Мери Селтман (рођена као Сали Мери Расел); (Сиднеј, 11. септембар 1975) аустралијска је певачица, текстописац и музички продуцент. У периоду од 2000. до 2009. године користила је сценско име New Buffalo, под којим је објавила и продуцирала први студијски албум The Last Beautiful Day, у септембру 2004. године. Укупно је објавила пет студијских албума и два ЕП-а. Удата је за Дарена Селтмана, фронтмена електронске музичке групе The Avalanches. За свој рад на пољу музике вишеструко је награђивана.

## Биографија
Рођена је 11. септембра 1975. године у Сиднеју, као четврто од шесторо деце. Као дете свирала је клавир, учила о класичној музици, а касније певала у малим џез ансамблима, песме у стилу двадесетих и тридесетих година 20. века. Била је инспирисана Мерлин Монро, након чега се заинтересовала за музику.
Године 2003. удала се за Дарена Селтмана, фронтмена бенда The Avalanches, а 2008. године добили су ћерку. У децембру 2009. године Селтманови су се преселили у Сиднеј. Салијин старији брат Лук Расел предаје филозофију на Сидјенском Универзитету. Лук се такође бави музиком, године 2007. објавио је албум Kiss That Lasted All Weekend за издавачку кућу Half a Cow Records. У априлу 2018. године Сали је објавила роман под називом Lovesome.

## Музичка каријера

### Почетак каријере
Професиналну музичку каријеру започела је почетком деведесетих година, када је основала и била певачица бенда Lustre 4. Бенд је објавио ЕП са шест песама, под називом Double Happiness, а песме су пуштане на националној радио станици Triple J, у Аустралији. Док је још била чланица бенда Lustre 4, Сали је свирала гитару у инди рок бенду Spdfgh, средином 1995. године. Написала је нумеру You Made Me са музичарком бенда Spdfgh, Тањом Бауверс, за њихов албум Leave Me Like This, који је објављен 1995. године. Сали је наставила да ради са бендом Lustre 4, а у бенду Spdfgh, заменила ју је Кристина Ханарорд. Након распуштања бенда Lustre 4, Сали се преселила у Мелбурн, где је похађала уметничку школу и радила као фотографкиња и конобарица. Почетком 1999. године поново је сарађила са Тањом Бауверс, како би написала нумеру за њен дебитантски ЕП Sunday. Селтманова је била на позадинским вокалима песме Electricity, коју је извео електронски бенд The Avalanches из Мелбурна, 1999. године, а сингл се нашао на њиховом албуму Since I Left You 2000. године.

### 2000—2007
У фебруару 2000. године, Сали је објавила песму 16 Beats под псеудонимом New Buffalo. Песма је била доступна за дигитално преузимање. Године 2001. освојила је награду за професионални развој поп и денс музике. Исте године потписала је уговор са издавачком кућом Модулар рекордингс и објавила први ЕП About Last Night, 10. септембра 2001. године, са пет песама инди рок жанра. ЕП је продуцирао њен супруг Дарен Селтман. About Last Night објављен је и у Великој Британији под окриљем Хевенли рекордса, након чега је Сали позвана да буде гост на турнеји музичара Еда Харкорта у Великој Британији, 2001. године. Године 2002. отворила је музички студио The Lonely у Мелбурну. Дана 14. септембра Сали је објавила албум The Last Beautiful Day, на којем се налази десет песама инди рок жанра. Већину инструментала и посла око аудио инжењеринга и продукције на албуму, урадила је сама. Албум је 23. августа 2005. године објавила и компанија Arts & Crafts. Током промоције албума која је укључивала неколико наступа, Сали је на неким концертима имала подршку певача Симона Паркера, Џона Лија и Врендана Веба.
ЕП New Buffalo Сали је објавила 25. јула 2005. године под окриљем издавачких кућа Dot Dash и Arts & Crafts, а на њему се налази пет песама инди рок жанра. Дана 24. марта 2007. године Сали је објавила ЕП под називом Somewhere, Anywhere за тржиште Аустралије и Северне Америке. У августу исте године, Сали је позвала Дебора Конвеј да учествује на фестивалском пројекту, током којег су обилазиле главне градове у Аустралији и тамо наступале, укључујући и Сиднеј. Са Сали и Конвеј наступале су и Ани Мекју и Аби Меј. Током исте године, Сали је била на турнеји, као подршка француском бенду Air који је наступао у Аусталији. Такође била је подршка на концерту Пол Келија током његове турнеје у Аустралији. Њен наступ у Тувумби, 20. септембра 2005. године снимљен је и објављен на ДВД формату под називом Live Apples: Stolen Apples Performed Live in its Entirety Plus 16 More Songs у априлу 2008. године. Издање укључује обраду песме The Triffids, коју су извеле Сали и Кели. Заједно са певачицом Феист, написала је песму 1234, која се нашла на њеном албуму под називом The Reminder, а објављен је у априлу 2007. године. Песма је представљена и у новембру 2007. године у реклами за Ајпод Нано.

### Објављивање албума
Студијски албум Heart That's Pounding Сали је објавила 6. априла 2010. године под окриљем издавачке куће , а продукцију потписује Сали заједно са Франсоиз Тетасом. На албуму се налази дванаест песама. Водећи албумски сингл био је Harmony to My Heartbeat, који је објављен 24. новембра 2009. године за Ајтјунс и за њега је одрађен видео спот 15. децембра исте године. Током марта 2010. године Сали је имала музичку турнеју у Сједињеним Државама и Канади. У августу 2010. године основала је инди рок трио Seeker Lover Keeper са аустралијским музичаркама Саром Бласко и Холи Трозби. Бенд је објавио истоимени албум у јуну 2011. године, који је био на трећем месту музичке листе АРИА албума. У новембру 2011. године бенд је обрадио песму They Will Have Their Way Tour, коју у оригиналу изводе Нил и Тим Фин, а након тога и песму Sinner, коју изводи Нил Фин. У марту 2012. године Сали је била гост на турнеји бенда Бон Ивера у Аустралији.

### Објављивање албумаи романа
Четврти студијски албум под називом Hey Daydreamer, Сали је објавила у марту 2013. године под окриљем издавачке куће , а продуцирала га је са супругом Дареном.  Након тога, Сали се заједно са супругом преселила у Лос Анђелес. Сали је у априлу 2014. године започела турнеју на источној обали Аустралије и тако промовисала албум Hey Daydreamer. Албум се нашао на музичкој листи АРИА 100.
На АПРА додели музичких награда 2016. године Сали и Дарен су освојили Награду за најбољу оригиналну песму, за песму Dancing in the Darkness. У априлу 2018. године Селтманови су објавили роман под називом Lovesome. Радња романа смештена је у 1995. годину у Сиднеју и говори о двадесетогодишњој уметници и конобарици Џони Џонсон и њеној потрази за љубављу. Роман је добио углавном позитивне критике, након чега је Сали присуствовала неколико књижевних фестивала у Аустралији, где га је промовисала.

## Дискографија

### Албуми
- The Last Beautiful Day (2004) (као )
- Somewhere, Anywhere (2007) (као )
- Heart That's Pounding (2010)
- Seeker Lover Keeper (2011) (са бендом Seeker Lover Keeper)
- Hey Daydreamer (2013)[48][57] Caroline, Rallye

### ЕП-ови
- (2001)
- ' (2005)

### Синглови
- (2007)
- (2007)
- (2010)